# アスパイアリング山
アスパイアリング山（アスパイアリングさん、英語: Mt.Aspiring）は、ニュージーランドの南アルプス山脈に連なる山の一つ。標高は3,033m。

## 地理
周辺は「マウント・アスパイアリング国立公園」に指定されている。

## 関連
- 南アルプス山脈